# رؤية قنوية بالمنظار
الرؤية القنوية بالمنظار أو الرؤية القنوية الثديية بالمنظار هي عملية تشخيصية طبية يتم فيها عرض وتجميع نسيج ظهاري وخصائص داخلية أخرى من خصائص قنوات اللبن. ويمكن لهذا المنظار كشف الحالات الشاذة بصورة أقل من اختبارات تصوير الثدي الشعاعي أو تصوير بالرنين المغناطيسي أو موجات فوق صوتية.
يمكن إجراء الرؤية القنوية بالمنظار في مكتب الطبيب أو في العيادة كمريض خارجي. يتم إدخال منظار بصري ليفي عرضه أقل من ملليمتر واحد في قناة اللبن خلال حلمة الثدي ويتخلخل بعمق في الصدر خلال القناة. ولا يتطلب ذلك إحداث أية شقوق. ويعرض نظامٌ تصويريٌ مُخرجات المنظار على شاشة حاسوب. من الممكن تجميع النسيج الظهاري على شريحة مجهرية بهدف إجراء تحليلات أخرى. ويمكن أن يُستخدَم مُخدِّر لتقليل الألم.
يُطلق على أحدث منظار قنوي ثديي ميكرو إندوسكوب (Micro Endoscope)، وهو متوفر بقطر 0.35 ملم. يُستخدم مع المنظار قُنَّية ذات ثلاثة مخارج. المخرجان الآخران يُستخدمان في الريّ الملحي وملقط نسيج الجسد بقطر يبلغ 0.4 ملم.
يمكن إجراء الرؤية القنوية بالمنظار في استئصال الكتلة مما يتيح للجرَّاح إمكانية عمل هوامش نظيفة مع إزالة أقل عدد من الأنسجة الزائدة.